# Міцуко Аояма

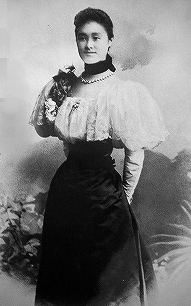

Міцу(ко) Аояма (яп. 青山みつ), у шлюбі Куденгове-Калерґі (нім. Mitsuko, Gräfin von Coudenhove-Kalergi; 7 липня 1874, Токіо, Японія — 27 серпня 1941, Медлінг, Третій Рейх, Третій Рейх) була однією з перших японок, що емігрували до Європи. З 1903 р. мала графський титул. Мати ідеолога європейської інтеграції Ріхарда Калерґі.

## Життєпис
Міцуко була третьою дочкою Кіхаті Аоями, токійського торговця антикваріатом та оліями, та його дружини Цуне. У 17-річному віці Міцуко у Токіо зустріла австро-угорського дипломата Генріха Куденгове-Калергі (згодом графа), який часто відвідував магазин її батька, розташований неподалік австрійської місії. Як згадував їхній син Ріхард:
|  | Доленосною подією у житті мого батька стала зустріч із Міцуко Аоямою. Йому було тридцять три, їй вісімнадцять. З погляду культурної приналежності вони мали настільки різне виховання, ніби вони впали на Землю кожен зі своєї планети. Міцуко народилася в Токіо через шість років після великої революції, що перетворила Японію з феодальної держави на сучасну державу. На її вихованні, тим щонайменше, цей політичний переворот не позначився. Її вчили читати, каліграфічно писати кілька тисяч китайських ієрогліфів; вона вчилася рахувати на дерев'яних японських лічильних машинках. Батьки вселяли їй основні ідеї буддизму та конфуціанської моралі. Також вона вчила, що Японію було створено сонячною богинею, праматір'ю мікадо. Вона слухала нескінченні легенди про героїв і святих, про душі та німфи, вивчала, як поклонятися своїм предкам та святим дарохоронницям. |

Якось кінь скинув молодого дипломата неподалік антикварного магазину. Зворушлива допомога Міцуко справила на Генріха Куденгова велике враження, і незабаром він зміг отримати згоду отця Міцуко на роботу дочки в австрійському посольстві. Незабаром граф Куденгове-Калерґі попросив Міцуко руки. У цей час (період Мейдзі, 1868—1912 рр.) Японія тільки почала відкриватися західному світу, і цей шлюб певною мірою перевертав японські традиції. Тим не менше, молодому дипломату вдалося отримати на нього дозвіл (злі мови стверджували, що Генріх отримав згоду батька нареченої після того, як заплатив його борги). 16 березня 1892 року відбулося весілля; перед цим Міцу Аояма охрестилася в токійському костелі, взявши ім'я Марія Текла (нім. Maria Thekla).
У Японії у Міцуко та Генріха народилося два сини — Йоганн і Ріхард. У 1896 році Генріх Куденхове-Калергі з дружиною і двома дітьми переїхав з Японії до Європи і, залишивши дипломатичну службу, оселився у родинному замку Побежовіце (Роншперг), на заході Чехії. Загалом у Генріха та Міцуко народилося семеро дітей: крім «японців» Ганса (Іоганна) та Ріхарда, у Чехії на світ з'явилися Герольф, Карл, Єлизавета, Іда та Ольга. Міцуко, хоч і прийняла західну культуру, так і не змогла повністю сприйняти європейський спосіб життя, перенісши японські звички до нового будинку. Все життя Міцуко підтримувала з Японією та своєю японською ріднею інтенсивні зв'язки, хоча ще раз побувати на батьківщині їй так не довелося. У будинку говорили кількома мовами, Міцуко спілкувалася з дітьми переважно японською, німецьку вивчила слабо. Захоплювалася живописом, створюючи полотна у східному дусі. Незважаючи на щирий католицизм, мабуть, у душі залишалася буддисткою. Після раптової смерті чоловіка в 1906 році, аж до повноліття старшого сина, Міцуко довелося керувати чеськими маєтками сім'ї. До першої світової війни Міцуко жила у Відні, де сяяла у вищому суспільстві та на обкладинках журналів, ставши окрасою віденських аристократичних та художніх кіл, часто відвідувала японське посольство. Її ім'ям названі парфуми Mitsouko марки Guerlain.
Під час війни Міцуко з дочками переселилася до свого чеського маєтку Півонь, де заснувала військовий лазарет. Після війни передала майно старшому синові Гансу як спадкоємцю. Після 1918 року, розпаду Австро-Угорщини та отримання Чехословаччини незалежності, вона переїхала на віллу в Медлінг під Віднем, де жила зі своєю дочкою Ольгою аж до своєї смерті. 28 серпня 1941 року, після другого інсульту, Міцуко померла. Похована на Хітцинському цвинтарі . Міцуко залишила спогади, записані німецькою її дочкою Ольгою.

## Діти
1. Йоганн Куденгове-Калерґі (1893—1965), народився в Токіо, помер у Німеччині
2. Ріхард Ніколаус Куденгове-Калерґі (1894—1972), засновник Пан'європейського союзу, перший апологет європейської інтеграції.
3. Герольф Куденгове-Калерґі, народився в Австро-Угорщині, батько журналістки Барбари Куденгове-Калерґі та художника Міхаеля Куденгове-Калерґі
4. Іда Фрідеріке Ґеррес, поборниця жіночої емансипації, пізніше — католицька письменниця. Померла 1971 р. у Франкфурті
5. Єлизавета, доктор економії та права, померла 1936 р. в Парижі
6. Карл, помер 1987 р. в Швейцарії
7. Ольга, померла 1976 р. у Баварії